# Artour Babaev
Artour Babaev, Arteezy, född 1 juli 1996 i Tasjkent, Uzbekistan, är en kanadensisk professionell Dota 2-spelare.
Babaev spelar för Evil Geniuses. Babaev är den mest populära professionella Dota 2-spelaren som sänder live på Twitch.
Babaev föddes i Tasjkent, Uzbekistan och är kanadensisk medborgare. Babaev är en av få spelare som har varit högt rankad på DotA redan i tonåren. Babaev gjorde sin professionella debut i april 2013 där han deltog i MLG Columbus som en inhoppare för Speed Gaming. I januari 2014 valde flera amerikanska Dota spelare att lämna Heroes of Newerth för att istället spela Dota 2. Babaev blev upplockad av Evil Geniuses som han har spelat för från och till sedan 2014.
I juli 2016 blev Babaev den andra personen att nå 9000 MMR i rankat spel i Dota 2. Den första personen att nå 9000 MMR var Miracle-.

## The International

### The International 2014
I april 2014 blev Evil Geniuses direkt inbjudna till The International 2014 av Valve då de placerat top 3 tre gånger under de fyra senaste LAN-turneringarna före TI4. Efter ett tufft gruppspel hamnade Evil Geniuses på en tredjeplats och tog hem $1 038 416, motsvarar cirka 10 miljoner kronor.

### The International 2018
I augusti 2018 deltog Babaev och Evil Geniuses i TI8 där de hamnade på en tredjeplats, vilket är den andra gången Babaev hamnar på en tredjeplats på The International.

### The International 2019
I augusti 2019 hamnade Babaev och Evil Geniuses på en delad 5-6 plats på The International 2019.